# Línea X3 de TMB
La línea X3 (antiguamente 79) es una línea regular de autobús urbano de la ciudad de Barcelona, gestionada por la empresa TMB.

## Recorrido
Hace su recorrido entre la plaza de España y la estación de Avinguda Carrilet, en Hospitalet de Llobregat, con una frecuencia en hora punta de 14-16min.

## Otros datos
| Prestación                   | Disponibilidad en la línea |
| ---------------------------- | -------------------------- |
| Adaptada a                   | Sí                         |
| TMB iBus (tiempo de espera ) | Sí                         |
| Pantallas informativas       | Sí                         |
| Línea de tránsito rápido     | Sí                         |
| Circula en días festivos     | Sí                         |